# Sten Hanson
Sten Hanson, född 15 april 1936 i byn Skålan i Klövsjö församling, död 1 november 2013 i Stockholm. Tonsättare, poet och performance-artist. Självlärd som tonsättare blev han en av text-ljudkompositionens pionjärer. Han har också haft många administrativa uppdrag, bl.a. som ordförande i föreningarna Fylkingen (1982–84) och FST (1984–93). Sten Hanson var tidigare gift med författaren Heidi von Born.

## Priser och utmärkelser
- 1993 – Ledamot nr 882 av Kungliga Musikaliska Akademien
- 1998 – Atterbergpriset
- 2006 – Medaljen för tonkonstens främjande

## Text-ljud-kompositioner(urval)
- 1968 – Che
- 1969 – How Are You
- 1970 – Fnarp(e)
- 1971 – L’Inferno de Strindberg
- 1972 – Oips
- 1973 – Ouhm
- 1981 – The New York Lament